# Jessica Watsonová

Mapa cesty

Jessica Rose Watsonová (* 18. května 1993 Gold Coast) je australská jachtařka. V šestnácti letech se stala nejmladší osobou v historii, která uskutečnila nepřerušovanou sólovou plavbu kolem světa bez cizí pomoci. Organizace World Sailing Speed Record Council však její rekord neuznala, protože Watsonová neurazila minimální požadovanou vzdálenost pro obeplutí Země.
Od dětství žila s rodinou na lodi. Jejím vzorem byl Jesse Martin a již od dvanácti let plánovala podniknout stejně jako on cestu kolem světa na plachetnici. Byla od záměru odrazována kvůli nedostatku námořnických zkušeností a zvláště po kolizi s hongkongskou nákladní lodí Silver Yang při zkušební plavbě v září 2009 její pokus většina odborníků označila za hazard. Cestu naopak podporoval Richard Branson, který vystupoval i v dokumentárním filmu 210 DAYS – Around The World With Jessica Watson.
Jessica Watsonová vyplula na desetimetrové jachtě Ella's Pink Lady ze Sydney 18. října 2009 a vrátila se 15. května 2010. V cíli ji přivítaly tisíce lidí, mezi nimiž byl i australský premiér Kevin Rudd. Překonala vzdálenost 42 596 kilometrů a strávila na moři o samotě 210 dní. Svoji cestu popisovala na blogu a po návratu o ní vydala knihu True Spirit. V roce 2012 jí byl udělen Řád Austrálie. Loď, na které svoji plavbu uskutečnila je vystavena v Queensland Maritime Museum v Brisbane.
Účastnila se také jachtařských závodů Mini Fastnet, Sydney Gold Coast Yacht Race a Sydney to Hobart Yacht Race. Vystudovala marketing a pracuje pro sportovní web Deckee.com. Žije ve městě Buderim.